# Palomares del Campo (kommunhuvudort)
Palomares del Campo är en kommunhuvudort i Spanien.   Den ligger i provinsen Provincia de Cuenca och regionen Kastilien-La Mancha, i den centrala delen av landet, 110 km sydost om huvudstaden Madrid. Palomares del Campo ligger 885 meter över havet och antalet invånare är 917.
Terrängen runt Palomares del Campo är huvudsakligen platt, men åt nordost är den kuperad. Runt Palomares del Campo är det mycket glesbefolkat, med 6 invånare per kvadratkilometer. Palomares del Campo är det största samhället i trakten. Trakten runt Palomares del Campo består till största delen av jordbruksmark.